# Бурачник
Огуре́чная трава, или Подогуре́чник, или Огуре́чник, или Бура́чник (лат. Borágo) — род цветковых растений семейства Бурачниковые (Boraginaceae). По современной классификации род включает пять видов. В более старых системах род иногда признавали монотипным с единственным видом — бурачник лекарственный (лат. Borago officinális).

## Ботаническое описание[4]
Однолетние или многолетние травянистые растения.
Цветки собраны в рыхлые пазушные цимозные соцветия. Доли чашечки разделены от основания. Венчик голубой, розовый или белый, округлой или колокольчиковидной формы с короткой или отсутствующей трубкой и короткими, гладкими, выступающими чешуйками. Тычинки спрятанные или выступающие, сходящиеся в основании венчика, пыльники сближенные. Тычиночные нити имеют длинный узкий выступ на конце.
Плод шизокарпический. Орешки обратнояйцевидной формы, морщинистые, с утолщенным воротниковидным кольцом у основания.

## Распространение и экология[4]
Природный ареал рода охватывает средиземноморский бассейн в северо-западной Африке, Корсику, Сардинию и Тосканский архипелаг. Четыре вида ограничены этим регионом и лишь бурачник лекарственный распространен гораздо шире в качестве сорного, культурного и лекарственного растения.

## Классификация[5]
Пять выделяемых по современной классификации видов принято разделять на два подрода, представляющие эволюционно четко разделенные линии — континентальную в Северной Африке, и островную, на Корсике и Сардинии. Подрод Borago  включает типовой вид Borago officinalis и Borago trabutii, эндемичный для горных хребтов Высокий Атлас и Антиатлас в Марокко, а также Borago longifolia, произрастающий в северном Алжире и Тунисе. Эти три вида характеризуются прямостоячим габитусом, и яркими соцветиями синих цветков с округлыми венчиками и выступающими пыльниками, свидетельствующими о приспособленности к опылению перепончатокрылыми. Ареал второго подрода Buglossites ограничен островами Корсика и Сардиния, а также единственной обнаруженной популяцией на Тосканском Архипелаге (остров Капрайя). В него входят Borago pygmaea, встречающийся на всех трех указанных островах, и Borago morisiana, описанный с островка Сан Пьетро у южной оконечности Сардинии. Оба вида являются гемикриптофитами по классификации Раункиера, имеют стелющиеся побеги с мелкими белыми (B. morisiana) или бледно-голубыми (B. pygmaea) цветками с колокольчиковидным венчиком и тычинками, спрятанными внутри цветка.

## Таксономия[3]
Borago L., 1753, Sp. Pl. : 137
Род Бурачник относится к семейству Бурачниковые (Boraginaceae) порядка Бурачникоцветные (Boraginales). Кладограмма в соответствии с Системой APG IV по состоянию на июнь 2023 года:
|  |                                      |  |                                   | порядок Бурачникоцветные |  | семейство Бурачниковые - 153 ботанических рода |  | Бурачник |  | 5 ботанических видов |
|  |                                      |  |                                   | порядок Бурачникоцветные |  | семейство Бурачниковые - 153 ботанических рода |  | Бурачник |  | 5 ботанических видов |
|  | отдел Цветковые, или Покрытосеменные |  |                                   |                          |  |                                                |  |          |  |                      |
|  |                                      |  |                                   |                          |  |                                                |  |          |  |                      |
|  |                                      |  | ещё 63 порядка цветковых растений |                          |  |                                                |  |          |  |                      |
|  |                                      |  |                                   |                          |  |                                                |  |          |  |                      |

## Синонимы
- Borrachinea
- Buglossites

### Виды
- Borago longifolia  Poir.
- Borago morisiana  Bigazzi & Ricceri
- Borago officinalis  L.  — Бурачник лекарственный
- Borago pygmaea  (DC.) Chater & Greuter
- Borago trabutii  Maire